# Anžići
Anžići (olaszul: Ansicci) falu Horvátországban, Isztria megyében. Közigazgatásilag Višnjanhoz tartozik.

## Fekvése
Az Isztria középső részén, Pazintól 12 km-re nyugatra, községközpontjától 6 km-re délkeletre levő dombvidéken, a 21-es számú főúttól 2 km-re keletre fekszik.

## Története
A közvetlen közelében található a Muntajana (Montižana) nevű régészeti lelőhely, ahol 1973-ban feltárták a 6. században épített Szent Ágnes tiszteletére szentelt kora bizánci bazilika maradványait.
A településnek 1880-ban 35, 1910-ben 40 lakosa volt. Az első világháború után a rapallói szerződés értelmében Isztria az Olasz Királysághoz került. A második világháború után Jugoszlávia része lett. Jugoszlávia felbomlása után 1991-ben a független Horvátország része lett. 2011-ben 42 állandó lakosa volt. Lakói mezőgazdasággal és állattartással foglalkoznak.

## Nevezetességei
- A 6. században épített Szent Ágnes tiszteletére szentelt kora bizánci bazilika maradványai. A feltárt alapfalak szerint a háromhajós templom középen sokszögletű, oldalt félköríves apszissal, a teljes homlokzat szélességében kialakított széles narthexszel (a bejárat és a főhajó közötti előcsarnok) rendelkezett. Kialakítása a poreči Szent Euphrasius bazilikával volt hasonlatos. Padlóját geometriai motívumokkal, indákkal díszített mozaikpadló borította. Megtalálták a márvány oltárépítmény töredékeit és az oltár menzáját is.
- A falu előtt egy réten áll a Szentlélek tiszteletére szentelt temploma. Egyszerű, egyhajós, négyszög alaprajzú épület, homlokzata felett nyitott kétfülkés harangtoronnyal.

## Lakosság
| Lakosság változása | Lakosság változása | Lakosság változása | Lakosság változása | Lakosság változása | Lakosság változása | Lakosság változása | Lakosság változása | Lakosság változása | Lakosság változása | Lakosság változása | Lakosság változása | Lakosság változása | Lakosság változása | Lakosság változása | Lakosság változása |
| ------------------ | ------------------ | ------------------ | ------------------ | ------------------ | ------------------ | ------------------ | ------------------ | ------------------ | ------------------ | ------------------ | ------------------ | ------------------ | ------------------ | ------------------ | ------------------ |
| 1857               | 1869               | 1880               | 1890               | 1900               | 1910               | 1921               | 1931               | 1948               | 1953               | 1961               | 1971               | 1981               | 1991               | 2001               | 2011               |
| 0                  | 0                  | 35                 | 41                 | 37                 | 40                 | 0                  | 0                  | 66                 | 68                 | 62                 | 63                 | 48                 | 49                 | 44                 | 42                 |